# Liste der Monuments historiques in Tizac-de-Lapouyade
Die Liste der Monuments historiques in Tizac-de-Lapouyade führt die Monuments historiques in der französischen Gemeinde Tizac-de-Lapouyade auf.

## Liste der Bauwerke
| Bezeichnung               | Beschreibung | Standort | Kennzeichnung | Schutzstatus | Datum | Bild |
| ------------------------- | ------------ | -------- | ------------- | ------------ | ----- | ---- |
| Maison noble de Taillefer | Erbaut 1795  | (Lage)   | PA33000104    | Inscrit      | 2008  |      |

## Liste der Objekte
| Bezeichnung  | Beschreibung          | Standort                       | Kennzeichnung | Schutzstatus | Datum | Bild |
| ------------ | --------------------- | ------------------------------ | ------------- | ------------ | ----- | ---- |
| Zwei Glocken | Bronze, 1780 gegossen | in der Kirche St-Pierre (Lage) | PM33000834    | Classé       | 1942  |      |